# Maison-atelier du sculpteur Pierre Braecke
 (août 2025).
La maison-atelier du sculpteur Pierre Braecke est un bâtiment de style « Art nouveau » édifié à Bruxelles-ville par l'architecte Victor Horta.

## Localisation
La maison-atelier est située au numéro 31 de la rue de l'Abdication, dans l'extension est de Bruxelles appelée quartier des Squares si riche en immeubles de style « Art nouveau » : Hôtel van Eetvelde, Hôtel Defize, Maison Saint-Cyr, Maison Strauven, Maison Van Dyck...

## Historique
La maison-atelier a été édifiée en 1901-1903 par Victor Horta pour le sculpteur Pierre Braecke, qui fut son ami et collaborateur.
Elle fait l'objet d'un classement au titre des monuments historiques depuis le 4 décembre 1997.

## Architecture

### Maison et ateliers
La maison comprenait initialement un atelier de dessin, situé au dernier étage à droite. L'atelier de sculpture proprement dit, antérieur à la maison, était situé en fond de parcelle.

### Structure de la façade
Cette maison, moins luxueuse que la plupart des réalisations de Victor Horta, présente une façade enduite dotée d'un soubassement en pierre bleue prolongé magistralement par l'encadrement de la porte d'entrée et de la porte cochère.
Horta compense ici les moyens modestes du commanditaire par le soin extrême apporté à l'encadrement des portes ainsi que par un subtil jeu de surfaces en saillie et de surfaces en retrait. 
Comme beaucoup de bâtiments de style « Art nouveau », cette maison présente une façade à l'asymétrie marquée, composée d'une travée d'accès étroite située au centre, d'une travée de largeur moyenne à droite et d'une travée large à gauche.

### Travée de gauche
Au-dessus d'un soubassement en pierre bleue percé d'une fenêtre de cave, se déploie un jeu de surfaces en saillie prenant l'allure de pilastres et de surfaces en retrait dans lesquelles s'inscrivent les fenêtres du rez-de-chaussée et du premier étage, à arc surbaissé. 
Ces fenêtres tripartites sont surmontées, au dernier étage, de fenêtres jumelées.

### Travée centrale et travée de droite
Ces deux travées sont percées d'une porte d'entrée et d'une porte cochère que Victor Horta a regroupées d'une façon à la fois audacieuse et élégante en les soudant littéralement l'une à l'autre par leur encadrement en pierre bleue.
Cet encadrement mouluré, qui constitue l'élément le plus intéressant de la façade, prend la forme d'un arc brisé au-dessus de la porte cochère et d'un arc chantourné au-dessus de la porte d'entrée.
Chacune des portes possède une fenêtre d'imposte protégée par une grille en fer forgé de style « Art nouveau ».
Le dernier étage de la travée de droite abritait initialement un atelier de dessin.